# Grujica
Koordinati:   44°24′37″N, 14°34′08″E
Grujica je majhen nenaseljen otoček v Jadranskem morju, ki pripada Hrvaški.
Grujica, na kateri stoji svetilnik, leži okoli 3,5 km južno od otoka Ilovik. Okoli celotnega otočka so čeri na globini 3 do 5 m pod morsko gladino. Pred otočkom se križajo prometne poti tovornih ladij, ki plujejo v ali iz pristanišča v Zadru. Površina otočka meri 0,093 km². Dolžina obalnega pasu je 1,21 km.
Iz pomorske karte je razvidno, da svetilnik oddaja poleg svetlobnega tudi zvočni signal. Svetlobni signal: B Bl(3) 15s; zvočni signal: glas sirene vsakih 120 sekund. Nazivni svetlobni domet svetilnika je 10 milj.